# Ixora congesta
Ixora congesta är en måreväxtart som beskrevs av William Roxburgh. Ixora congesta ingår i släktet Ixora och familjen måreväxter. Inga underarter finns listade i Catalogue of Life.